# Харченко, Михаил Семёнович
Михаил Семёнович Харченко (1918—1942) — участник Великой Отечественной войны, Герой Советского Союза, командир пулемётного отделения партизанского отряда «Грозный» 2-й Ленинградской партизанской бригады.

## Биография
Родился 10 февраля 1918 года в посёлке Дедовичи, ныне посёлок городского типа Псковской области, в семье рабочего. Русский.
Окончил 7 классов, работал слесарем на молокозаводе, директором Дома культуры.
В Красной Армии в 1939—1940 годах и с 1941 года. Участник советско-финской войны 1939—1940 годов. Член ВКП(б) с 1942 года.
Во время Великой Отечественной войны был командиром пулемётного отделения партизанского отряда «Грозный» 2-й Ленинградской партизанской бригады.
С 16 июля 1941 года по 15 марта 1942 года в боях в районе Дедовичи и деревни Городовец лично уничтожил свыше ста оккупантов; вместе с другими партизанами захватил большие военные трофеи. В начале апреля 1942 года провёл через тылы противника в осаждённый Ленинград более двухсот подвод с продовольствием.
Указом Президиума Верховного Совета СССР «О присвоении звания Героя Советского Союза т. т. Никитину И. И., Петровой А. В., Харченко М. С., особо отличившимся в партизанской борьбе в тылу против немецких захватчиков» от 8 апреля 1942 года за «отвагу и геройство, проявленные в партизанской борьбе в тылу против немецких захватчиков» удостоен звания Героя Советского Союза с вручением ордена Ленина и медали «Золотая Звезда».
Погиб в бою 12 декабря 1942 года.
Похоронен в посёлке городского типа Дедовичи, где сооружён обелиск.

## Память
- В посёлке городского типа Дедовичи установлена мемориальная доска на здании школы; там же имя присвоено улице.
- Имя присвоено улице в Санкт-Петербурге.
- Имя присвоено средней школе № 104 в Санкт-Петербурге, в школе работает музей.